# Chmel
Chmel (Humulus) je rod rostlin z čeledi konopovité (Cannabidaceae). Jeho plodem je chmelová hlávka. Mezi známé zástupce patří chmel otáčivý (Humulus lupulus), užívaný v procesu výroby piva, dále například chmel japonský (Humulus scandens).

## Historie
První zmínky o pěstování chmele na území dnešních Čech a Moravy pocházejí z 8. a 9. století, kdy byl chmel pěstován rozptýleně podle místní potřeby. Významný milník nastal za vlády Karla IV., který zakázal vývoz kvalitního českého chmele pod hrozbou trestu smrti, čímž chránil jeho kvalitu pro domácí využití. 
Od 15. století se začaly diferencovat pěstitelské oblasti, přičemž nejvhodnější podmínky pro pěstování se ukázaly v Žatci, Lounech, Úštěku a Rakovníku. Výsledkem tohoto vývoje je dnes proslulý žatecký poloraný červeňák (ŽPČ), jemná aromatická odrůda s nízkým obsahem hořkých kyselin a charakteristickou chmelovou vůní.
V 19. a 20. století se šlechtění českého chmele profesionalizovalo, významně přispěl například doc. Karel Osvald, který vyvinul metody klonové selekce. ŽPČ byl registrován jako samostatná odrůda v roce 1952 a dodnes tvoří základ českého chmelařství. Významným milníkem bylo také ozdravení porostů od virových infekcí na počátku 90. let, což zajistilo zachování vysoké kvality a výnosnosti této odrůdy.

## Využití
Chmelem se zabývá chmelařství. Mladé kořenové výhonky chmele jsou lahůdkovou zeleninou zvanou chmelíček a pojídali je labužníci v Římě jako pochutinu se solí, pepřem, octem a olejem. Starší výhonky se vařily a používaly jako chřest. Chmel byl označován za zeleninu povzbuzující chuť k jídlu, která uklidňuje nervy strávníků.
Na území ČR byl znám a pěstován od 11. století. Roste i planě, ovšem většinou je pěstován v tradičních chmelařských oblastech. Tyto oblasti jsou: Žatecká, Úštěcká a Tršická.
Asi nejznámější z místních chmelů je žatecký poloraný červeňák, který také získal chráněné označení původu.

Chmel
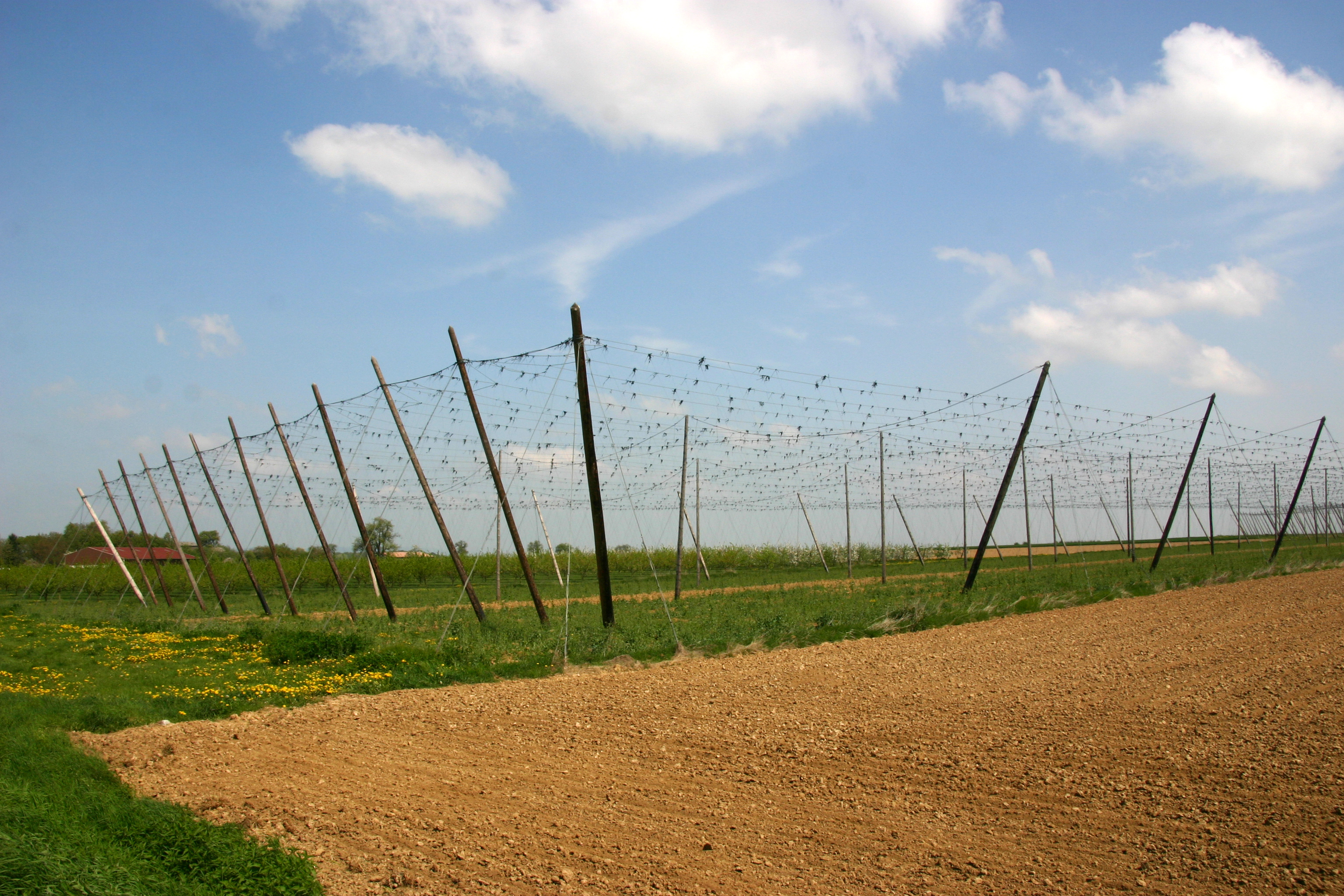
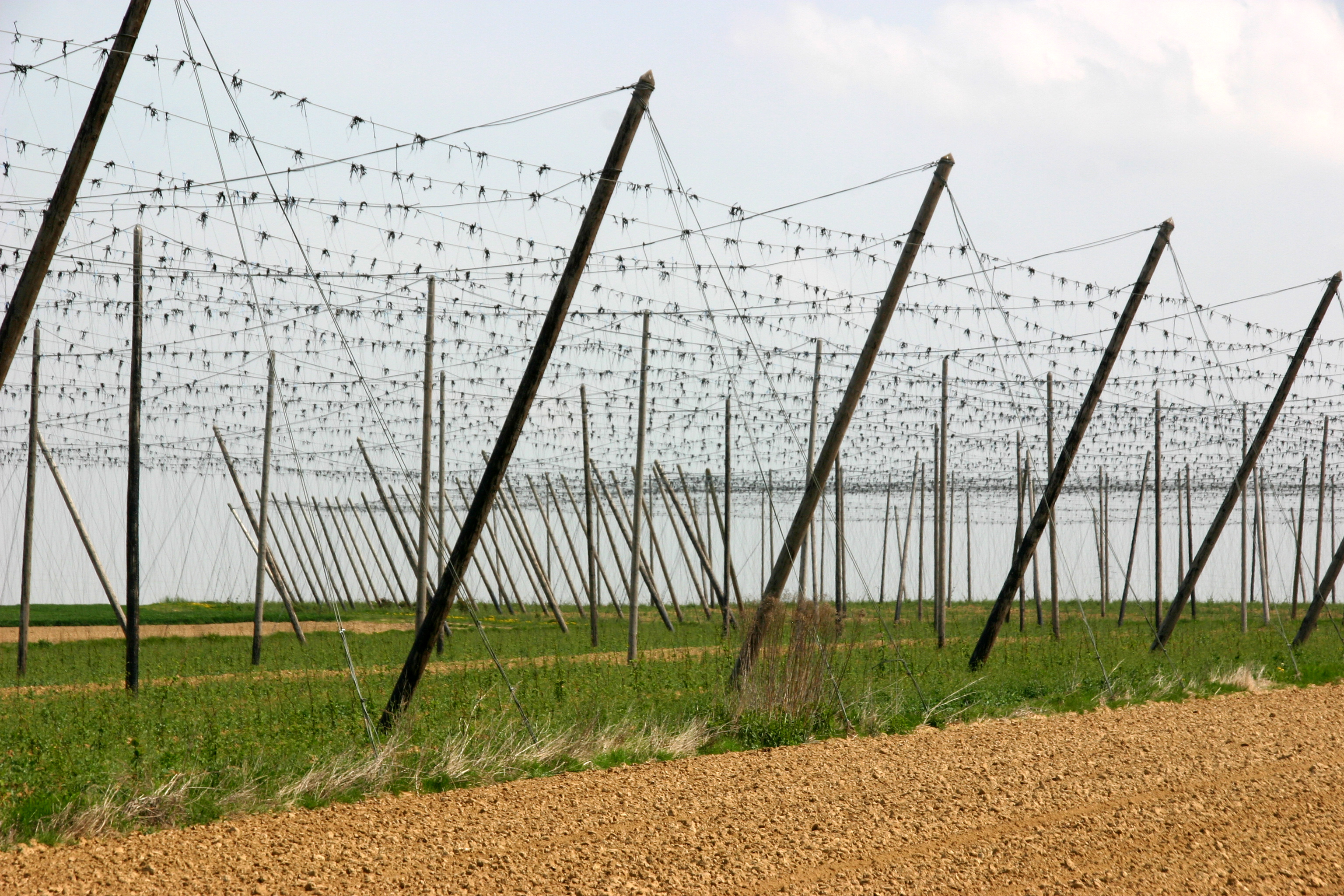
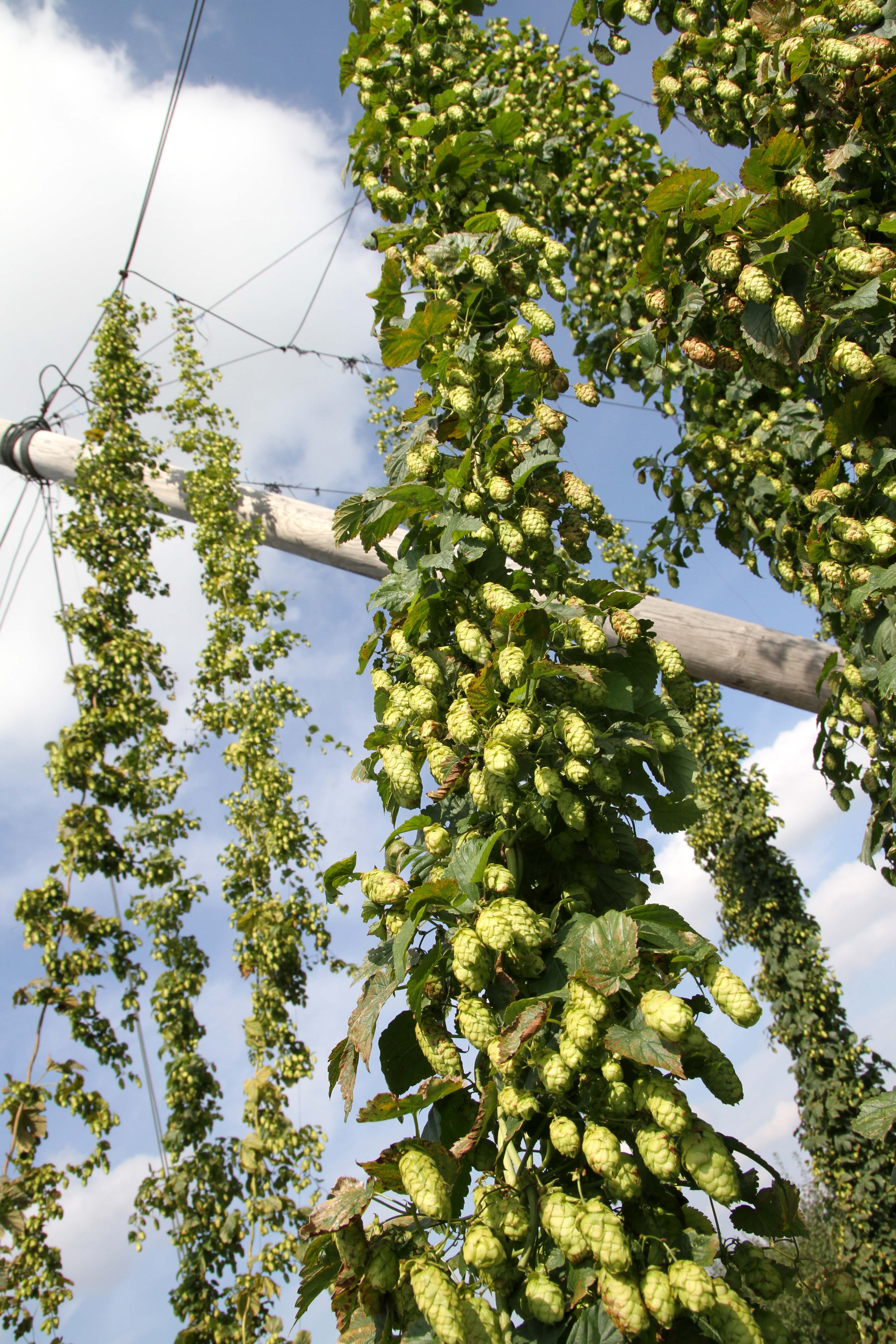
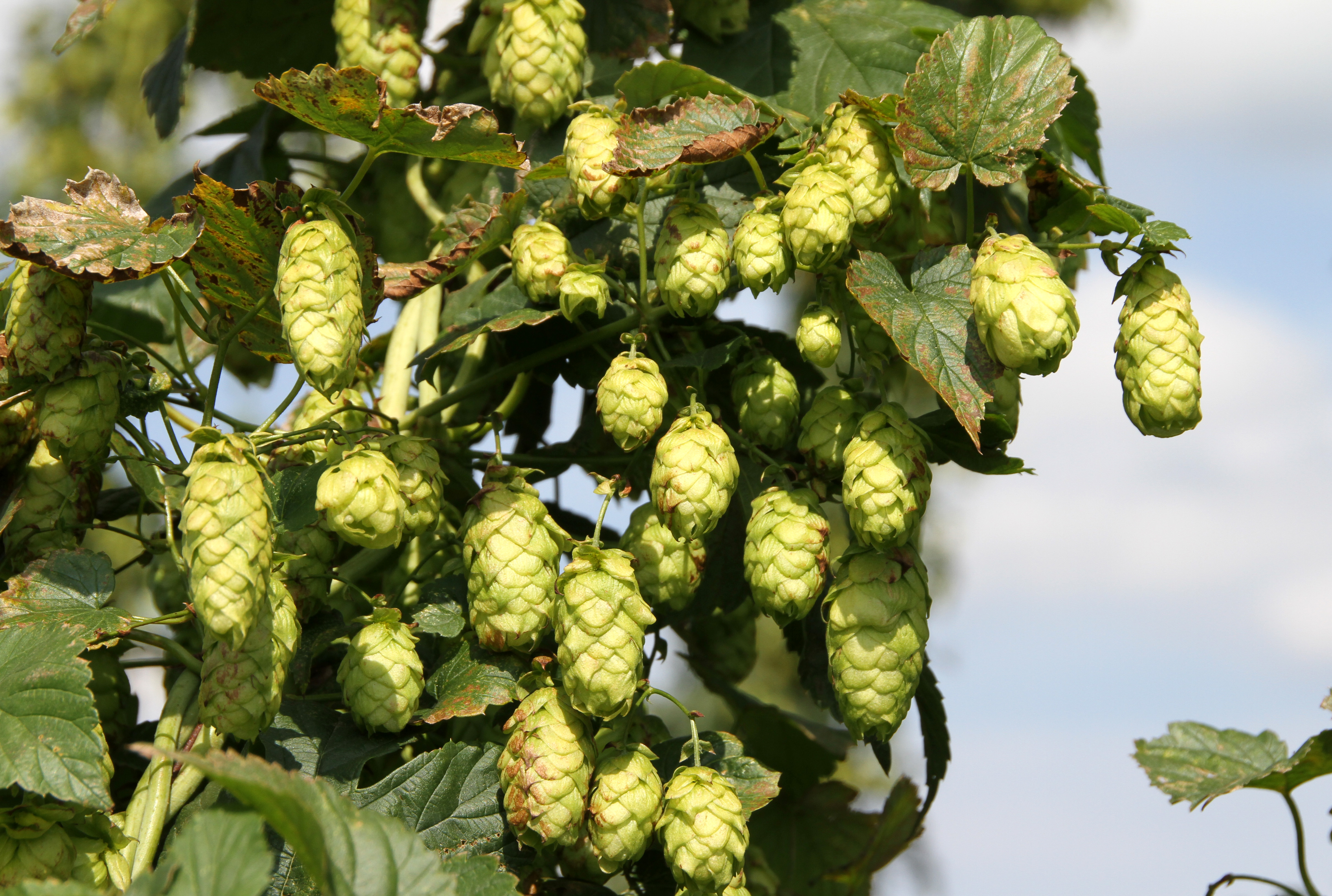
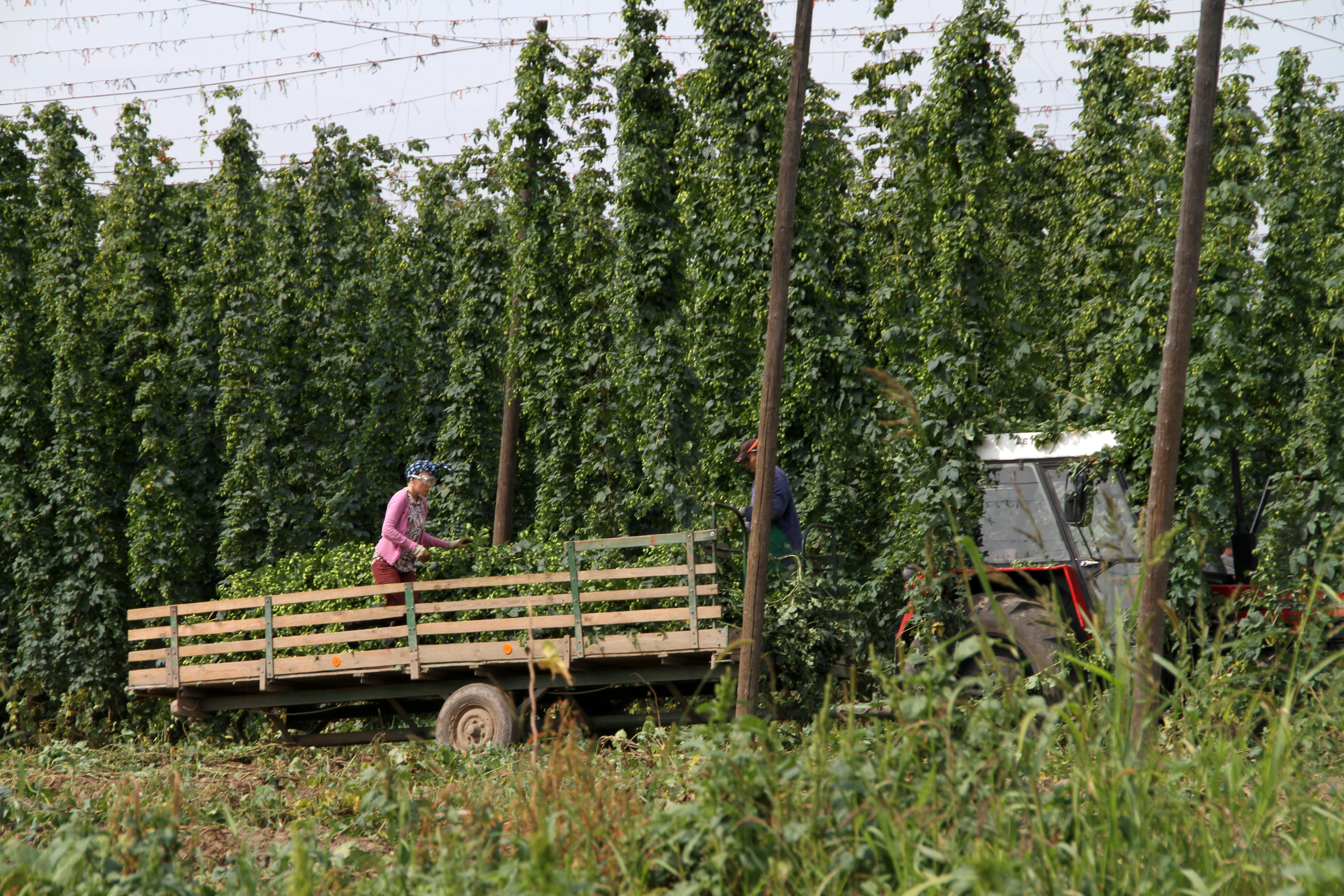
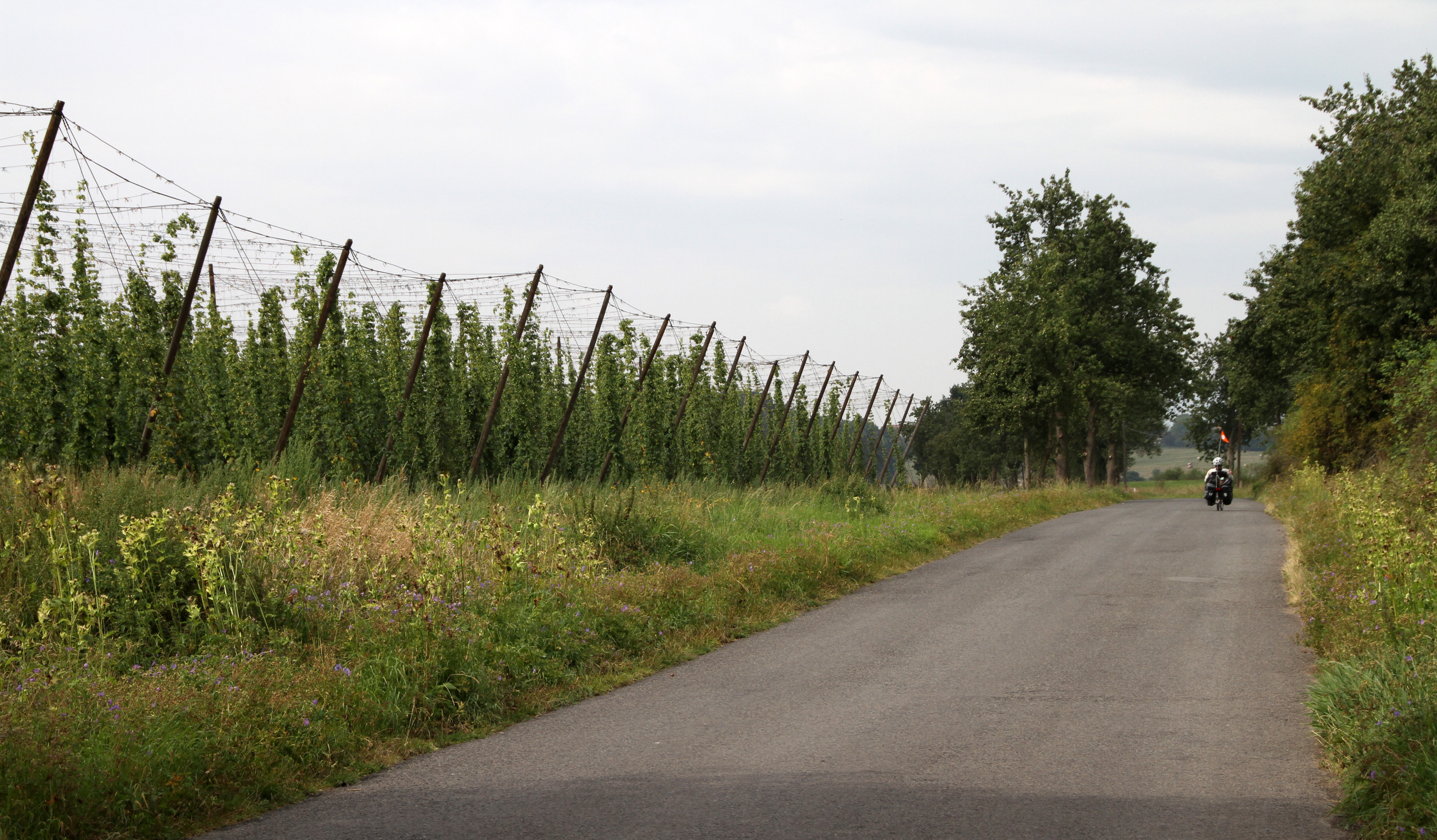